# Élections législatives de 1797 dans l'Aisne
Les élections législatives françaises de 1797 se déroulent du 21 mars au 4 avril 1797. Dans l'Aisne, trois députés – un au Conseil des Anciens et deux au Conseil des Cinq-Cents – sont à élire sur les neuf que compte le département.

## Élus

### Élus au Conseil des Anciens

#### Élus non-concernés par le renouvellement de 1797
| Député                    |  | Parti         |
| ------------------------- |  | ------------- |
| Jean-Barthélémy de Launoy |  | Clichyens     |
| Jean-François Belin       |  | Thermidoriens |

#### Élus concernés par le renouvellement de 1797
| Député sortant |  | Parti         | Député élu      |  | Parti        |
| -------------- |  | ------------- | --------------- |  | ------------ |
| Jean Debourges |  | Thermidoriens | François Lobjoy |  | Indépendants |

### Élus au Conseil des Cinq-Cents

#### Élus non-concernés par le renouvellement de 1797
| Député                           |  | Parti         |
| -------------------------------- |  | ------------- |
| Jacques-Charles-Gabriel Delahaye |  | Clichyens     |
| Juste Rameau de La Cérée         |  | Thermidoriens |
| Charles Duuez                    |  | Thermidoriens |
| Louis Henri René Dequin          |  | Thermidoriens |
| Jean-Jacques Fiquet              |  | Thermidoriens |

#### Élus concernés par le renouvellement de 1797
| Député sortant |        | Parti         | Député élu              |  | Parti        |
| -------------- | ------ | ------------- | ----------------------- |  | ------------ |
| Charles Duuez  |        | Thermidoriens | Thomas Vasse-Saint-Ouen |  | Clichyens    |
| Vacant         | Vacant | Vacant        | Jacques Debatz          |  | Indépendants |